# Castrelo do Val
Castrelo do Val település Spanyolországban, Ourense tartományban. Castrelo do Val A Gudiña, Riós, Vilardevós, Verín, Monterrei, Laza és Vilariño de Conso községekkel határos. Lakosainak száma 951 fő (2024).

## Népesség
A település népessége az elmúlt években az alábbi módon változott:
| Lakosok száma | 1316 | 1239 | 1242 | 1241 | 1169 | 1109 | 1028 | 984  | 969  | 951  |
|               | 2001 | 2004 | 2007 | 2009 | 2012 | 2014 | 2017 | 2019 | 2022 | 2024 |